# Kevin Andrews
Kevin James Andrews (Sale, Victoria, 9 de noviembre de 1955-14 de diciembre de 2024) fue un político conservador australiano y miembro del Partido Liberal de Australia. Fue backbench Miembro de la Cámara de Representantes para el asiento de Menzies, para el que fue elegido por primera vez en el 1991 por las elecciones. Andrews fue católico.
Anteriormente, Andrews se desempeñó en el Gobierno de Howard como Ministro de Envejecimiento, Ministro de Empleo y Relaciones en el Lugar de Trabajo, y luego Ministro de Inmigración y Ciudadanía hasta las elecciones de 2007, donde su partido perdió el gobierno. 
Después de la votación de líderes liberales de 2009, Andrews se desempeñó en el Gabinete bajo la sombra de Tony Abbott como ministro para Familias, Vivienda y Servicios Humanos hasta las elecciones de 2013 donde su partido ganó el gobierno.  En el gobierno de Abbott, Andrews se desempeñó en el gabinete como Ministro de Servicios Sociales y luego como Ministro de Defensa.  En la votación de los líderes liberales de septiembre de 2015, Andrews compitió sin éxito por el liderazgo adjunto de los liberales contra Julie Bishop, mientras apoyaba a Tony Abbott contra Malcolm Turnbull como líder liberal.  Tras la ascensión del Gobierno de Turnbull, Andrews se retiró del nuevo Ministerio y se trasladó a la mesa trasera.
Con el retiro de Philip Ruddock en las elecciones federales de 2016, Andrews se convirtió en el padre de la Cámara.  Mientras que Warren Snowdon y Russell Broadbent tienen una permanencia general más larga en la Cámara de Representantes, Andrews es el miembro con más años de servicio continuo.  Es uno de los tres sobrevivientes parlamentarios del gobierno de Hawke, los otros son Snowdon y Broadbent. 

## Temprana edad y educación
Andrews nació el 9 de noviembre de 1955 en Sale, Victoria.  Fue educado en la Escuela Primaria Rosedale, St Patrick's College, Sale y en la Universidad de Melbourne, donde vivió en Newman College y se graduó con una Licenciatura en Derecho en 1979 y una Licenciatura en Artes en 1980.  En la universidad, fue presidente del Club de Estudiantes de Newman College y de la Asociación Nacional de Colegios Universitarios de Australia.  Más tarde completó una maestría en derecho en la Universidad de Monash en 1986.
Andrews fue un comentarista de carreras en la década de 1970, convocó a varios eventos deportivos y escribió para varias publicaciones.  También fue secretario del Club de Atletismo de la Universidad de Melbourne y director de la Asociación de Atletismo Amateur de Victoria. 

## Práctica legal
Después de graduarse, trabajó para el Instituto de Derecho de Victoria desde 1980 hasta 1983, como abogado de investigación y coordinador de Educación Jurídica Continua.  De 1983 a 1985, se desempeñó como asociado de Sir James Gobbo, juez de la Corte Suprema de Victoria y, posteriormente, gobernador de Victoria. Ejerció como abogado desde 1985 hasta su elección al Parlamento en 1991.
Mientras practicaba leyes, se especializó en derecho sanitario y bioética y participó en el Centro de Bioética de San Vicente, el Hospital de la Misericordia para Mujeres, el Centro de Cáncer Peter MacCallum y la Escuela de Ciencias de la Salud de Lincoln.  También fue miembro de la junta de Caritas Christi Hospice.

## Carrera política temprana

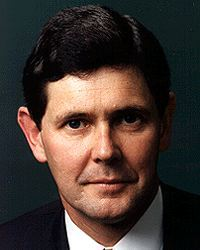
Andrews al principio de su carrera

Andrews fue elegido para la Cámara de Representantes para el Partido Liberal en las elecciones parciales de Menzies de 1991 en Victoria.  A partir de 2016, Andrews no vivía en su electorado sino en la vecina Jagajaga.
Andrews fue miembro del Lyons Forum, un grupo cristiano socialmente conservador dentro de la Coalición que se disolvió a mediados de los años noventa.  Se desempeñó como Secretario del Foro y se le atribuye la sugerencia del nombre del grupo.

## Gobierno de Howard (1996-2007)
Como backbencher, Andrews presentó el proyecto de ley de un miembro privado, el Proyecto de Ley de Eutanasia de 1996, que se aprobó en 1997 y anuló la legislación del Territorio del Norte, la Ley de Derechos de los Enfermos Terminales de 1995, que legalizó la eutanasia en el Territorio. 
Andrews pidió que se pusiera fin a los juicios del medicamento RU-486 y votó en contra de un proyecto de ley que le quitó al ministro de Salud el poder de vetar las solicitudes para permitir el uso del medicamento.
Al adoptar una postura en contra de la investigación con células madre en 2002, afirmó que era la "primera vez" que "los seres humanos pueden ser tratados como una mercancía".  También tomó una postura en contra de la investigación con células madre durante un debate en 2006, lo que resultó en la anulación de una prohibición previa de la investigación.

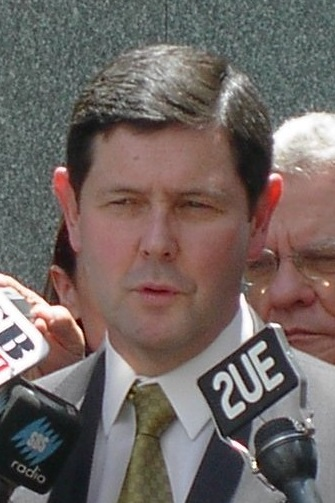
Andrews en 2005

Después de la tercera victoria de la Coalición en 2001, Andrews ingresó en el ministerio externo como Ministro del Envejecimiento, una cartera en la que se desempeñó del 26 de noviembre de 2001 al 7 de octubre de 2003.  Posteriormente fue nombrado miembro del Gabinete como Ministro de Empleo y Relaciones en el Lugar de Trabajo y fue responsable de introducir los cambios más importantes del Gobierno de Howard a la ley de relaciones laborales en 2005, comúnmente conocidos como WorkChoices.  En una reorganización a principios de 2007, Andrews fue nombrado Ministro de Inmigración y Ciudadanía, una posición que mantuvo hasta el juramento del Primer Ministerio Rudd el 3 de diciembre de 2007, tras la derrota del gobierno de Howard en las elecciones de 2007. 

## Oposición (2007-2013)
Durante 2008 y 2009, se desempeñó como Presidente del Comité de Revisión de Políticas de la Coalición, revisando y desarrollando las políticas de la Oposición, hasta que fue ascendido al Gabinete de la Sombra (a la posición del Ministro de Familias, Vivienda y Servicios Humanos de la Sombra) en diciembre de 2009 por El recién elegido líder de la oposición, Tony Abbott.  También fue nombrado vicepresidente del Comité de Desarrollo de Políticas de la Coalición. 
En noviembre de 2009, Andrews declaró su candidatura contra Malcolm Turnbull en una votación por un derrame de liderazgo, en oposición al apoyo de Turnbull al esquema de comercio de emisiones del gobierno.  Se había declarado escéptico del cambio climático y dijo que "el jurado aún está deliberando" sobre las contribuciones humanas al calentamiento global.  Sin embargo, la sala de fiestas rechazó un derrame de liderazgo de 41 votos contra 35 y, por consiguiente, el desafío de Andrews no tuvo éxito.  Luego de una continua especulación de liderazgo, se llevó a cabo una segunda reunión en la sala de fiestas, momento en el cual el liderazgo fue declarado vacante. Tony Abbott, Joe Hockey y Malcolm Turnbull representaron el liderazgo, y Tony Abbott finalmente tuvo éxito.  Tras su elección como Líder, Abbott promovió a Andrews al Gabinete en la sombra como Ministro de Familias, Vivienda y Servicios Humanos. 
En las elecciones federales de 2010, Andrews fue reelegido a la sede de Menzies con un swing del 2.70% contra el Partido Laborista.
Andrews es el presidente del Comité Permanente Conjunto sobre el Plan Nacional de Seguro de Discapacidad, y el presidente del Subcomité de Derechos Humanos del Comité Permanente Conjunto de Asuntos Exteriores, Defensa y Comercio.  También preside el Comité de Política de la Coalición de Asuntos Exteriores, Defensa y Comercio.  Es el presidente del Grupo de Amistad Parlamentaria Australia-China. 

## Gobiernos de Abbott y Turnbull (2013–)
En el gobierno de Abbott, Andrews se desempeñó como Ministro de Servicios Sociales de septiembre de 2013 a diciembre de 2014.  Fue entonces Ministro de Defensa de diciembre de 2014 a septiembre de 2015.
El 14 de septiembre de 2015, después de que la líder adjunta Julie Bishop anunció que apoyaría a Malcolm Turnbull en un desafío contra el primer ministro Tony Abbott por el liderazgo del Partido Liberal, Andrews anunció que apoyaba a Abbott y que se presentaría por el liderazgo adjunto contra Bishop.  Julie Bishop mantuvo el puesto de líder adjunto con 70 votos contra los 30 de Andrews.

## Controversias

### Asunto de Haneef
Como Ministro de Inmigración y Ciudadanía, Andrews atrajo la controversia luego de que revocó por motivos de carácter terrorista la visa del Dr. Muhamed Haneef, a quien se le otorgó la libertad bajo fianza por los cargos de ayuda a terroristas.  Fue criticado por adoptar esta medida que mantenía a Haneef en detención; después de pagar la fianza, Haneef fue transferido del Centro Correccional Wolston de Brisbane al Centro de Detención Villawood de Sídney.  Andrews defendió sus acciones al estar de acuerdo con la Ley de Migración y los abogados de Haneef impugnaron su interpretación de la Ley en el Tribunal Federal. 
Después de que el director de la Fiscalía Pública retirara todos los cargos contra Haneef, Andrews rechazó las llamadas para restablecer la visa de Haneef, afirmando que su evidencia personal todavía era válida.  La negativa de Andrews dio lugar a más llamadas para abrir una investigación pública sobre el incidente del entonces primer ministro de Queensland, Peter Beattie.
Andrews justificó su decisión, afirmando que tenía una sospecha razonable de que Haneef se había asociado con presuntos terroristas y que, por lo tanto, no pasaba la prueba de que una persona debía pasar para tener una visa, fue rechazada por el Tribunal Federal y la revocación de Haneef La visa fue anulada. Sin embargo, en noviembre, los correos electrónicos publicados bajo la Ley de Libertad de Información parecían indicar que la oficina de Andrews tenía un plan para revocar la visa antes de que el caso fuera a los tribunales, en el caso de que se concediera la fianza.
El 23 de diciembre de 2008, se publicó un informe de investigación ordenado por el propio gobierno. El señor Clarke, jefe de la investigación judicial, determinó que el señor Andrews no actuó por un motivo impropio. 

### Registro de publicaciones
Tras las críticas de Andrews a las irregularidades descubiertas en el curriculum vitae de un médico indio que trabaja en la Costa de Oro, varios medios de comunicación publicaron informes que cuestionaban la afirmación de Andrews, en sitios web parlamentarios y ministeriales, de haber sido coautor de tres libros, aunque solamente contribuyó a un capítulo de cada uno.  Andrews argumentó en su propia defensa que: "Comúnmente, el lenguaje cotidiano, como uno de los autores (de un capítulo) presumí que te llamabas coautor, eso es todo lo que simplemente he hecho. No era consciente, para ser franco, de alguna convención de publicación a la que se haya referido alguien (que sugiere lo contrario). Si eso ofende la sensibilidad de la gente, que así sea, básicamente ".

### Controversia de la inmigración africana 2007
En octubre de 2007, la crítica de Andrews de reducir el ingreso de refugiados de las naciones africanas por parte de Australia fue descrita como racista y como un uso de la tarjeta de la carrera para apelar a los votantes "racistas" antes de las elecciones federales de 2007 en Australia.  Andrews defendió la decisión y dijo: "Parece que algunos grupos no se están adaptando a la forma de vida australiana tan rápido como esperamos".
La premier laborista de Queensland, Anna Bligh, describió las críticas de Andrews a los sudaneses como "perturbadoras".  Ella dijo: "Ha pasado mucho tiempo desde que escuché una forma tan pura de racismo de la boca de cualquier político australiano".  El político laboral Tony Burke describió la decisión de Andrews como "incompetente".  Sin embargo, las acciones de Andrews fueron aplaudidas por la expolítica de One Nation, Pauline Hanson.  Además, los miembros de la comunidad australiana vieron a Andrews como el responsable de generar un ambiente de tensión racial que condujera a un sentimiento antiafricano en la comunidad y a la proliferación de ataques xenófobos contra migrantes sudaneses en Australia.  En 2011, Andrews declaró no lamentar haber planteado el problema.

### Uso de los derechos parlamentarios.
En febrero de 2016, Andrews usó $ 1,855 en fondos de los contribuyentes como parte del "subsidio de estudio" aprobado para asistir a un "desayuno de oración ", dirigirse a la Fundación Heritage, un grupo de debate ultranacionalista, y tener una serie de reuniones de debate sobre políticas en Washington D. C. y En el proceso se perdió la primera semana del Parlamento, que había sido aprobada por el partido Whip. 

### Panaderías religiosas
En noviembre de 2017, Andrews abogó porque los "panaderos islámicos" tuvieran el derecho legal de negarse a hacer pasteles para bodas judías y al revés.

## Causas y vistas
Andrews se ha asociado o dado discursos a muchas organizaciones a lo largo de los años.  Es asesor de la Junta de Life Decisions International (LDI), un grupo provida cristiano (no confesional) que se preocupa principalmente por oponerse al aborto y la agenda de la organización Planned Parenthood.  LDI promueve la castidad, boicotea a las empresas que financian Planned Parenthood, como GlaxoSmithKline, Time Warner y Disney, y nombra a celebridades individuales que apoyan el aborto, la eutanasia o la experimentación con células madre embrionarias.  Andrews ha descrito su papel en LDI como un "patrocinio honorario".
En 2007, el Sydney Morning Herald informó que Andrews no declaró el patrocinio de su esposa de la Junta de Asesores de Life Decisions International en su entrada en el Registro Parlamentario de Intereses Pecuniarios.
El 9 de abril de 2003, Andrews pronunció un discurso en el Endeavor Forum un grupo cristiano conservador fundado para contrarrestar el movimiento feminista que se opone al aborto, la igualdad de oportunidades y la acción afirmativa.
Andrews ha dado varios discursos a lo largo de los años en el Family Council of Victoria, una organización que se opone a las políticas de homosexualidad, educación sexual y anti-homofobia en las escuelas públicas, que afirma es un "adoctrinamiento pro homosexual" de los estudiantes.  Es un opositor público del matrimonio entre personas del mismo sexo y ha declarado públicamente que votará en contra de cualquier proyecto de ley, independientemente de los resultados de la Encuesta Postal sobre la Ley de Matrimonio de Australia.
Andrews apoya la inmigración como una forma de frenar el envejecimiento de la población en Australia.
Durante un discurso ante el Comité para el Desarrollo Económico de Australia, dijo que "el nivel de migración neta en el extranjero es importante ya que las entradas netas de migrantes a Australia reducen la tasa de envejecimiento de la población porque los migrantes son en promedio más jóvenes que la población residente.  Un poco menos del 70% de la ingesta de migrantes se encuentra en la cohorte de 15 a 44 años, en comparación con el 43% de la población australiana en general.  Solo el 10% de la población migrante tiene 45 años o más, en comparación con el 38% de la población australiana ".
En 2011, como banco central de Liberal Shadow Cabinet, Andrews publicó una crítica de la agenda política de los Verdes para Quadrant Magazine en la que escribió que "el objetivo de los Verdes australianos implica una transformación radical de la cultura que sustenta la civilización occidental" y que su agenda amenazaría la "síntesis judeo-cristiana / ilustrada que sostiene al individuo" así como "el sistema económico que ha resultado en la creación de riqueza y prosperidad para la mayoría de las personas en la historia de la humanidad".
Andrews apoyó la medida para hacer de Australia una república en la Convención Constitucional de Australia de 1998.
Andrews fue profesor adjunto de política y educación matrimonial en el Instituto John Paul II para el matrimonio y la familia en Melbourne.